# راؤول فوس
راؤول فوس هو مدرب كرة قدم ولاعب كرة قدم ألماني في مركز الدفاع، ولد في 26 مايو 1983 في فرانكفورت في ألمانيا. لعب مع FIU Panthers men's soccer ‏.

## وصلات خارجية
- راؤول فوس على موقع قاعدة بيانات كرة القدم.إي يو (الإنجليزية)
- راؤول فوس على موقع Soccerway.com (الإنجليزية)